# Brocéliande (pièce de théâtre)
Pour les articles homonymes, voir Brocéliande (homonymie).
Brocéliande est une pièce en trois actes d'Henry de Montherlant écrite en octobre 1956 pour la Comédie-Française.

## Description

### Les personnages
La pièce met en scène Monsieur Persilès, un petit bourgeois proche de la retraite. Deux autres personnages interviennent dans son environnement : un bibliothécaire amateur de généalogie, qui sera l'élément déclencheur de sa lubie, et madame Persilès, son épouse, qui n'aura de cesse de le ridiculiser par ses sarcasmes.

### L'histoire
Alors qu'approche l'heure de la retraite, Monsieur Persilès, 59 ans, se sent vaincu par la vie. Un jour, un généalogiste amateur (qui est en fait bibliothécaire) lui apprend qu'il serait un descendant de Saint Louis. Transcendé par cette nouvelle, le vieil homme pose un regard nouveau sur sa personne. Rêvant de grandeur et de noblesse, il subit néanmoins une cruelle désillusion en apprenant que près de cinq mille personnes seraient dans sa situation. Désespéré par cette réalité et les moqueries de son épouse, Persilès ne trouve d'autre issue que le suicide.

### Morale
Avec Brocéliande, Montherlant tient à souligner les ravages de l'amour-propre. Il parodie également Don Quichotte de Miguel de Cervantes. L'illusion tient en effet une place prépondérante dans la pièce.